# Vòng loại Giải vô địch bóng đá thế giới 2026 – Khu vực châu Phi (Bảng I)
Bảng I của vòng loại Giải vô địch bóng đá thế giới 2026 khu vực châu Phi là một trong chín bảng đấu của CAF cho vòng loại Giải vô địch bóng đá thế giới 2026. Bảng này bao gồm các đội tuyển Mali, Ghana, Madagascar, Trung Phi, Comoros và Tchad.
Đội nhất bảng sẽ trực tiếp giành quyền tham dự Giải vô địch bóng đá thế giới 2026, và các đội nhì bảng sẽ có thể giành quyền thi đấu tại vòng play-off để xác định một đội tiến vào vòng play-off liên lục địa.

## Bảng xếp hạng
| VT | Đội        | ST | T | H | B | BT | BB | HS  | Đ  | Giành quyền tham dự                |     | Ghana | Comoros | Madagascar | Mali | Cộng hòa Trung Phi | Tchad |
| -- | ---------- | -- | - | - | - | -- | -- | --- | -- | ---------------------------------- | --- | ----- | ------- | ---------- | ---- | ------------------ | ----- |
| 1  | Ghana      | 6  | 5 | 0 | 1 | 15 | 5  | +10 | 15 | Giải vô địch bóng đá thế giới 2026 |     | —     | T10     | 1–0        | T09  | 4–3                | 5–0   |
| 2  | Comoros    | 6  | 4 | 0 | 2 | 9  | 7  | +2  | 12 | Có thể giành quyền vào vòng 2      |     | 1–0   | —       | T10        | 0–3  | 4–2                | 1–0   |
| 3  | Madagascar | 6  | 3 | 1 | 2 | 9  | 6  | +3  | 10 |                                    |     | 0–3   | 2–1     | —          | 0–0  | T09                | T09   |
| 4  | Mali       | 6  | 2 | 3 | 1 | 8  | 4  | +4  | 9  |                                    | 1–2 | T09   | T10     | —          | 1–1  | 3–1                |       |
| 5  | Trung Phi  | 6  | 1 | 2 | 3 | 8  | 13 | −5  | 5  |                                    | T10 | T09   | 1–4     | 0–0        | —    | 1–0                |       |
| 6  | Tchad (E)  | 6  | 0 | 0 | 6 | 1  | 15 | −14 | 0  |                                    | T09 | 0–2   | 0–3     | T10        | T10  | —                  |       |

## Các trận đấu
| Comoros                                                | 4–2      | Trung Phi                                 |
| ------------------------------------------------------ | -------- | ----------------------------------------- |
| - M'Dahoma 29' - Youssouf 50' - Saïd 58' - Maolida 67' | Chi tiết | - Abdallah 10' (l.n.) - Zahary 74' (l.n.) |

| Ghana            | 1–0      | Madagascar |
| ---------------- | -------- | ---------- |
| - Williams 90+6' | Chi tiết |            |

| Mali                                            | 3–1      | Tchad               |
| ----------------------------------------------- | -------- | ------------------- |
| - K. Doumbia 45' - Y. Niakaté 77' - Sissoko 81' | Chi tiết | - Mouandilmadji 53' |

| Tchad | 0–3      | Madagascar                                    |
| ----- | -------- | --------------------------------------------- |
|       | Chi tiết | - Rakotoharimalala 10', 84' - Lapoussin 90+1' |

| Mali             | 1–1      | Trung Phi       |
| ---------------- | -------- | --------------- |
| - K. Doumbia 76' | Chi tiết | - Kondogbia 79' |

| Comoros       | 1–0      | Ghana |
| ------------- | -------- | ----- |
| - Maolida 43' | Chi tiết |       |

| Trung Phi     | 1–0      | Tchad |
| ------------- | -------- | ----- |
| - Baboula 29' | Chi tiết |       |

| Mali               | 1–2      | Ghana                        |
| ------------------ | -------- | ---------------------------- |
| - K. Doumbia 45+1' | Chi tiết | - Nuamah 58' - J. Ayew 90+4' |

| Madagascar          | 2–1      | Comoros     |
| ------------------- | -------- | ----------- |
| - Raveloson 1', 66' | Chi tiết | - Ben 90+4' |

| Ghana                                       | 4–3      | Trung Phi               |
| ------------------------------------------- | -------- | ----------------------- |
| - J. Ayew 6' (ph.đ.), 60', 69' - Fatawu 62' | Chi tiết | - Mafouta 11', 41', 90' |

| Madagascar | 0–0      | Mali |
| ---------- | -------- | ---- |
|            | Chi tiết |      |

| Tchad | 0–2      | Comoros                 |
| ----- | -------- | ----------------------- |
|       | Chi tiết | - Maolida 59' - Ben 76' |

| Ghana | v | Tchad |
| ----- | - | ----- |
|       |   |       |

| Trung Phi | v | Madagascar |
| --------- | - | ---------- |
|           |   |            |

| Comoros | v | Mali |
| ------- | - | ---- |
|         |   |      |

| Madagascar | v | Ghana |
| ---------- | - | ----- |
|            |   |       |

| Trung Phi | v | Mali |
| --------- | - | ---- |
|           |   |      |

| Comoros | v | Tchad |
| ------- | - | ----- |
|         |   |       |

| Madagascar | v | Trung Phi |
| ---------- | - | --------- |
|            |   |           |

| Tchad | v | Ghana |
| ----- | - | ----- |
|       |   |       |

| Mali | v | Comoros |
| ---- | - | ------- |
|      |   |         |

| Ghana | v | Mali |
| ----- | - | ---- |
|       |   |      |

| Madagascar | v | Tchad |
| ---------- | - | ----- |
|            |   |       |

| Trung Phi | v | Comoros |
| --------- | - | ------- |
|           |   |         |

| Tchad | v | Mali |
| ----- | - | ---- |
|       |   |      |

| Trung Phi | v | Ghana |
| --------- | - | ----- |
|           |   |       |

| Comoros | v | Madagascar |
| ------- | - | ---------- |
|         |   |            |

| Ghana | v | Comoros |
| ----- | - | ------- |
|       |   |         |

| Tchad | v | Trung Phi |
| ----- | - | --------- |
|       |   |           |

| Mali | v | Madagascar |
| ---- | - | ---------- |
|      |   |            |

## Cầu thủ ghi bàn
Đang có 50 bàn thắng ghi được trong 18 trận đấu, trung bình 2.78 bàn thắng mỗi trận đấu (tính đến ngày 25 tháng 3 năm 2025).
5 bàn
- Jordan Ayew
- Kamory Doumbia

4 bàn
- Rayan Raveloson

3 bàn
- Myziane Maolida
- Louis Mafouta

2 bàn
- El Fardou Ben Nabouhane
- Rafiki Saïd
- Ernest Nuamah
- Thomas Partey
- Iñaki Williams
- Njiva Rakotoharimalala

1 bàn
- Kassim M'Dahoma
- Benjaloud Youssouf
- Vénuste Baboula
- Hugo Gambor
- Geoffrey Kondogbia
- Abdul Fatawu
- Mohammed Kudus
- Mohammed Salisu
- Antoine Semenyo
- Loïc Lapoussin
- Lalaïna Rafanomezantsoa
- Arnaud Randrianantenaina
- Dorgeles Nene
- Youssoufou Niakaté
- Ibrahima Sissoko
- Marius Mouandilmadji

1 bàn phản lưới nhà
- Abdel-Hakim Abdallah (trong trận gặp Cộng hòa Trung Phi)
- Younn Zahary (trong trận gặp Cộng hòa Trung Phi)